# Pisaster
Pisaster is een geslacht van zeesterren uit de familie Asteriidae.

## Soorten
- Pisaster brevispinus (Stimpson, 1857)
- Pisaster giganteus (Stimpson, 1857)
- Pisaster ochraceus (Brandt, 1835)